# Meesiaceae
Meesiaceae là một họ rêu trong bộ Splachnales.